# Liste der Monuments historiques in Bettborn
Die Liste der Monuments historiques in Bettborn führt die Monuments historiques in der französischen Gemeinde Bettborn auf.

## Liste der Bauwerke
| Bezeichnung | Beschreibung            | Standort                     | Kennzeichnung | Schutzstatus | Datum | Bild |
| ----------- | ----------------------- | ---------------------------- | ------------- | ------------ | ----- | ---- |
| Beinhaus    | aus dem 18. Jahrhundert | an der Kirche St-Rémi (Lage) | PA00106735    | Inscrit      | 1987  |      |